# 路易丝陨石坑
路易丝陨石坑（Louise）是位于月球正面雨海西南部的一座小撞击坑，其名称取自法语女性名，1979年被国际天文学联合会正式接受。

## 描述

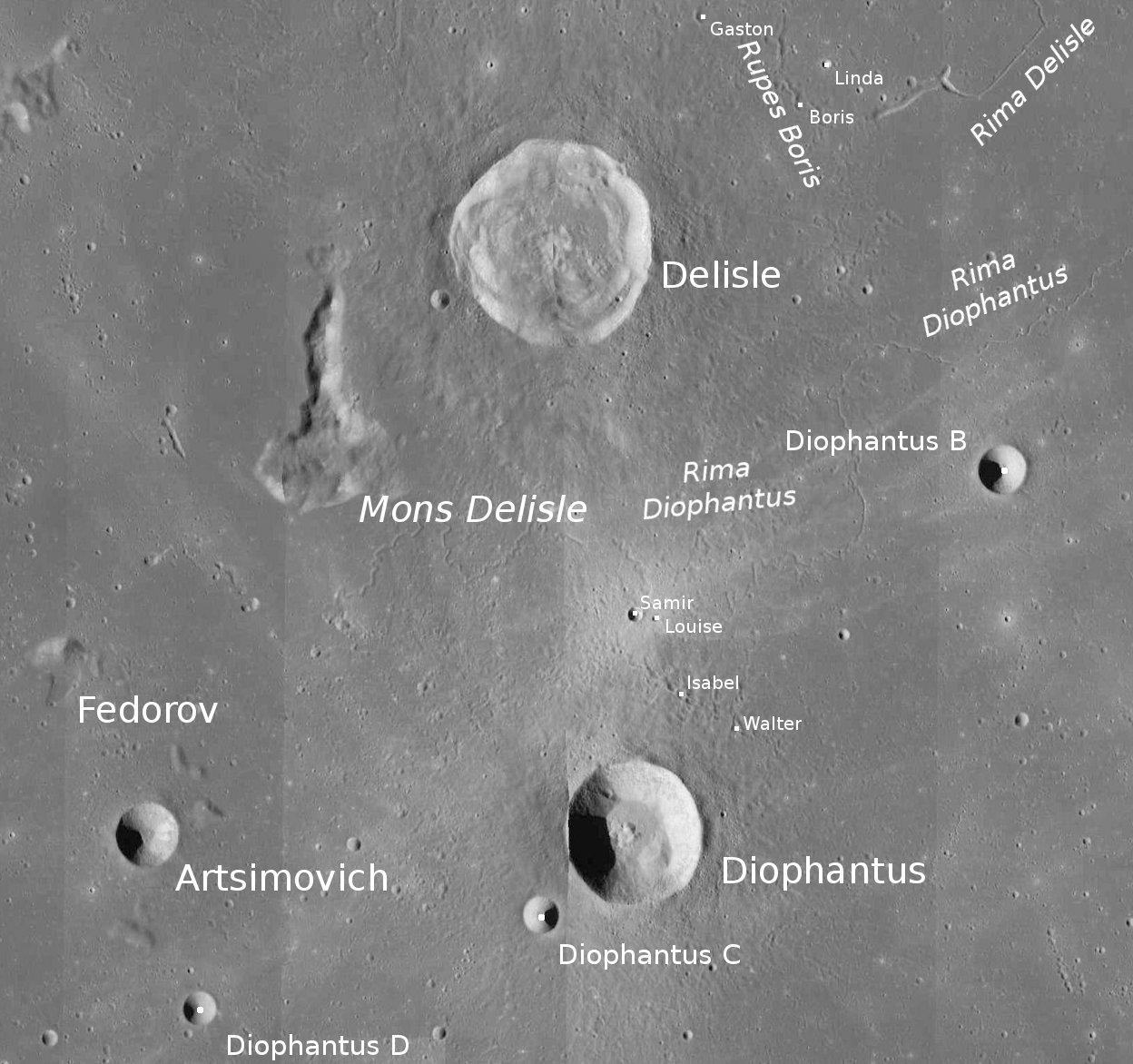
萨米尔陨石坑的周边，月球勘测轨道飞行器拍摄。

该陨坑位于南面毗邻较大丢番图陨石坑，但西侧、东南和东南偏南分别为细小的萨米尔、沃尔特及伊莎贝尔，它的北面横亘了丢番图月溪，更远处坐落了德利尔环形山、而细长的德利尔山则矗立在它的西北。
该陨坑中心月面坐标为28°29′N 34°12′W / 28.49°N 34.2°W，直径0.64公里，深约0.09公里。
路易丝陨石坑外观呈圆杯状坑壁最大高出周边地形20米，内部容积约0.01立方千米。

该陨坑的名称原先只标注在第39B2S1号拍摄地图上，后来该图中的这些名字均被国际天文学联合会批准接受。 